# 目覚めろ!野性
「目覚めろ!野性」（めざめろやせい）は、近藤真彦の46作目のシングルであり、MATCHY with QUESTION?のシングルである。
2008年1月23日発売された。発売元はソニー・ミュージックレコーズ。

## 概要
MATCHY with QUESTION?として唯一のシングルである。
表題曲は、テレビ東京系アニメ『NARUTO -ナルト- 疾風伝』エンディングテーマに起用。
初回生産限定盤と通常盤の2形態で発売。
初回生産限定盤には、表題曲のビデオクリップを収録したDVDが付属。

## 収録曲
1. 目覚めろ!野性(4:04)
作詞：TAKESHI、作曲・編曲：安田信二
2. ミッドナイト・シャッフル '08 remix(4:45)
作詞：沢ちひろ、作曲：ジョー・リノイエ、編曲：CHOKKAKU
3. 目覚めろ!野性 (original karaoke)(4:04)
4. ミッドナイト・シャッフル '08 remix (original karaoke)(4:44)

## 収録アルバム
- オムニバス『NARUTO -ナルト- SUPER HITS 2006-2008』（2008年7月23日）